# Xã Page, Quận Cass, Bắc Dakota
Xã Page (tiếng Anh: Page Township) là một xã thuộc quận Cass, tiểu bang Bắc Dakota, Hoa Kỳ. Năm 2010, dân số của xã này là 52 người.